# Synagoga v Luži
Synagoga se nalézá v Jeronýmově ulici v Luži. Byla postavená v roce 1780 náhradou za starší synagogu z roku 1612. Je chráněna jako kulturní památka.
Byla postavena v roce 1780 uprostřed židovského ghetta, zprava k ní přiléhal domek šámese. Nejméně dvakrát prošla rozsáhlejší přestavbou. Poslední stavební úpravy proběhly ve 30. letech 20. století. Bohoslužby se zde konaly do začátku 2. světové války. Pak byla využívána jako sklad, poté jako sušárna koží. V roce 1998 byla navrácena Židovské náboženské obci v Praze, prošla rekonstrukcí, při které proběhl i historický průzkum. Dochovala se vnitřní výmalba a původní inventář, klasicistní aron ha-kodeš, středová zděná bima zachovalá i s částí mříže, kované svícny, lustr. Na půdě byla nalezena neporušená geniza, která je uložena v depozitáři Židovského muzea v Praze. Budova po rekonstrukci slouží kulturním účelům.
Tóra z lužské synagogy, pocházející z roku 1890, se ocitla v Židovskému ústředním museu v Praze, odkud byla v šedesátých letech prodána do Londýna. Doputovala do Pensylvánie, kde je v užívání dosud.
Asi 1300 metrů severovýchodně od náměstí, na kraji lesa v blízkosti zemědělského areálu, leží židovský hřbitov, založený údajně v polovině 17. století.